# 雨过铺街道
雨过铺街道，原为雨过铺镇，是中华人民共和国云南省红河哈尼族彝族自治州蒙自市下辖的一个乡镇级行政单位。2019年3月，撤镇设街道。

## 行政区划
雨过铺镇下辖以下地区：
大台子社区、雨过铺村、新光村、田心村、观音村、马房村。